# Anna-Sophie Brüning
Anna-Sophie Brüning (* 1972) ist eine deutsche Dirigentin. Zu Beginn ihrer musikalischen Laufbahn war sie als Geigerin und Konzertmeisterin tätig.

## Musikalische Stationen
Brüning studierte Geige und Klavier in Hannover, Freiburg im Breisgau und Chicago, unter anderen bei Rainer Kussmaul, Shmuel Ashkenasi und Karl-Heinz Kämmerling. 
Sie begann ihre Karriere 1999 als Konzertmeisterin am Theater Lübeck und wechselte nach drei Jahren aus dem Orchester in die Korrepetitionsabteilung, da ein Armleiden ihrer Karriere als Geigerin ein Ende machte. Sie absolvierte ein Studium im Fach Dirigieren an der Musikhochschule Leipzig, das sie 2003 mit dem Diplom und dem Gewinn des Leipziger Hochschulwettbewerbs Dirigieren abschloss. Im gleichen Jahr wurde sie als Stipendiatin für fünf Jahre in das Dirigentenforum des Deutschen Musikrats aufgenommen.
2005 wurde sie erstmals an die Komische Oper Berlin eingeladen, wo sie von 2006 bis 2008 als Gast-Kapellmeisterin arbeitete. Gleichzeitig arbeitete sie als Gastdirigentin u. a. mit den Nürnberger Philharmonikern, dem Stuttgarter Kammerorchester, dem Polnischen Kammerorchester, der Nordwestdeutschen Philharmonie, dem Philharmonischen Staatsorchester Mainz, der Philharmonie Gera und den Lübecker Philharmonikern.
Mit dem Landesjugendorchester Baden-Württemberg verbindet sie eine enge künstlerische Zusammenarbeit, nicht nur als mehrfache Gastdirigentin von Arbeitsphasen, sondern auch als Initiatorin und musikalische Leiterin des Opernprojektes Apollo18!, einer Kooperation des Landesjugendorchesters mit der Jugendvollzugsanstalt Adelsheim. Das Projekt wurde 2011 gemeinsam mit der Autorin und Regisseurin Paula Fünfeck und der JVA Adelsheim ins Leben gerufen. Apollo18! hatte seither Auftritte inner- und außerhalb der Gefängnismauern (u. a. in der Liederhalle Stuttgart, im Theater Baden-Baden, im Schloss Genshagen und im Schlossgarten Adelsheim). Das Projekt wurde im September 2013 durch Kulturstaatsminister Bernd Neumann ausgezeichnet und im Sommer 2015 als bestes europäisches Bildungsprojekt nominiert.
2003 wurde Brüning von Daniel Barenboim engagiert, das erste palästinensische Sinfonieorchester aufzubauen und zu leiten. Sie war künstlerische Leiterin des Orchesters der Barenboim-Said Foundation in Palästina sowie einige Jahre künstlerische Leiterin des Palestine Youth Orchestral und des Orchester des Edward Said National Conservatory of Music (National Conservatory of Music Palestine). Sie konzertierte in Palästina, Israel und Jordanien.
Seit 2007/2008 war sie mehrfach Gastdirigentin der Düsseldorfer Symphoniker mit Konzerten in der Tonhalle. Ferner leitete sie das Weihnachtskonzert des Bundespräsidenten mit einstündiger ZDF-Übertragung am 24. Dezember 2008. 2009 debütierte sie mit Verdis „la Traviata“ am Nationaltheater Mannheim, konzertierte mehrfach mit den Brandenburger Symphonikern und dem Orchester des Landestheaters Flensburg. 2010 dirigierte sie am Landestheater Oldenburg (der „Troubadour“ von Verdi) und am Theater Pforzheim („Margarete“ von Gounod). Sie stand mit der Oper „Hänsel und Gretel“ am Pult des Niedersächsischen Staatsorchesters Hannover. 
Von 2012 bis 2015 war Brüning als 1. Kapellmeisterin am Landestheater Coburg engagiert. 2014 leitete sie dort am Pult "Orpheus und Eurydike/Savitri" nach Christoph Willibald Gluck und Gustav Holst In der Saison 2015/16 leitete sie die Uraufführung der Neufassung von Franz Schuberts „Bürgschaft“, debütierte bei einem Konzert mit Anke Engelke im Festspielhaus Baden-Baden und stand erstmals am Pult des Landestheaters Innsbruck.
Gemeinsam mit der Autorin Paula Fünfeck hat sie drei Opern für den Verlag Boosey & Hawkes als Arrangeurin herausgegeben, die in mehrere Sprachen übersetzt wurden und international an Opernhäusern gespielt werden (u. a. in Leipzig, Linz, Madrid, Bilbao, Pamplona, Innsbruck, Baden-Baden, Dresden, Graz).

## Soziales und politisches Engagement
Brüning ist eine Aktivistin für das Bedingungslose Grundeinkommen und beschäftigt sich mit den möglichen Auswirkungen eines Grundeinkommens auf die Theater- und Orchesterlandschaft.
Sie kandidierte für die Partei Bündnis Grundeinkommen (BGE) Die Grundeinkommenspartei auf Platz 2 der Landesliste Niedersachsen für die Bundestagswahl 2017. Die Künstlerin Anne-Sophie Brüning wurde 2023 für das Projekt „Zwei Schritte näher“ vom Niedersächsischen Ministerium für Wissenschaft und Kultur mit einer Fördersumme unterstützt, wo sie mit professionellen Künstlern eine Brücke zwischen Kindern und Menschen im Pflegeheim schlagen.

## Auszeichnungen
- Sonderpreis des Ausschusses für Kultur und Medien der Deutschen Bundesregierung für das zusammen mit der Autorin Paula Fünfeck betreute Theaterprojekt Apollo 18!, 2014.[4]
- Prätorius Musikpreis des Landes Niedersachsen 2007.[12]
- Zonta-Musikpreis 2006.